# Engleski jezici
Engleski ili anglijski jezici jedna su od podskupina zapadnogermanskih jezika čija je matična domovina Britansko otočje. Danas su članovi ovog velikog jezičnog roda raspršeni širom svijeta, a svi su se oni razvili iz staroengleskoga.
Jezici koji joj pripadaju su:
a. engleski jezik, Kao prvi jezik govori ga 309 milijuna ljudi u kasnom 20. stoljeću, a kao drugi jezik poznaje ga 508 milijuna govornika (1999 WA)
b. škotski jezik, 100,000 u UK i 100,000 u Irskoj u grofoviji Donegal
c. fingalijski jezik, izumrli jezik kojim se govorilo u Irskoj
d. yola, također izumrli jezik ili dijalekt srednjoengleskoga kojim se govorilo u sjevernoj Irskoj.
Status jezika izgubio je jingliš (»ameridiš«), varijanta je engleskog nastalog pod utjecajem jidiša. Govori se u SAD-u i UK-u. Svi govornici poznavaoci su engleskog, a rabe ga kao drugi jezik. Broj govornika nije poznat.

## Vanjske poveznice
- Ethnologue (14th)